# Didymodon calycinus
Didymodon calycinus är en bladmossart som beskrevs av Hugh Neville Dixon 1915. Didymodon calycinus ingår i släktet lansmossor, och familjen Pottiaceae. Inga underarter finns listade i Catalogue of Life.